# Malá Čermná (Hronov)
Malá Čermná (německy Klein Tscherma, polsky Mała Czermna) je malá vesnice, část města Hronov v okrese Náchod v Královéhradeckém kraji. Nachází se asi 4,5 kilometru jihovýchodně od Hronova, při potoce Čermná. Malá Čermná je také název katastrálního území o rozloze 0,92 km². Malá Čermná územně nesouvisí se zbytkem města Hronova, od něhož ji odděluje obec Žďárky. Katastr Malé Čermné vytváří drobný výběžek českého území do Kladska a ze tří stran tak hraničí s Polskem; na východní straně zástavba vesnice plynule navazuje na polskou vesnici Czermna (česky Velká Čermná, část města Kudowa-Zdrój).

## Historie
První písemná zmínka o vesnici pochází z roku 1354.

## Obyvatelstvo
| Rok            | 1869 | 1880 | 1890 | 1900 | 1910 | 1921 | 1930 | 1950 | 1961 | 1970 | 1980 | 1991 | 2001 | 2011 | 2021 |
| -------------- | ---- | ---- | ---- | ---- | ---- | ---- | ---- | ---- | ---- | ---- | ---- | ---- | ---- | ---- | ---- |
| Počet obyvatel | 204  | 220  | 233  | 229  | 208  | 212  | 213  | 189  | 149  | 169  | 201  | 168  | 127  | 148  | 134  |
| Počet domů     | 36   | 38   | 38   | 42   | 45   | 47   | 47   | 46   | 46   | 33   | 27   | 38   | 36   | 41   | 41   |

## Obecní správa
Při sčítání lidu v letech 1850–1959 Malá Čermná byla samostatnou obcí, se kterým patřila nejprve do okresu Nové Město nad Metují (1850–1930) (v letech 1850–1879 Nové Město), ale od roku 1900 v okrese Náchod. Od roku 1960 je částí města Hronov v okrese Náchod.